# Chichi frégi
Pour les articles homonymes, voir Chichi (homonymie).
Chichi fregi (ou chichí fregit selon la norme classique de l'occitan) est l'appellation provençale complète du chichi. En provençal, chichi signifie "petit morceau", "oiselet" et fregi, fregit signifie "frit".

## Origine

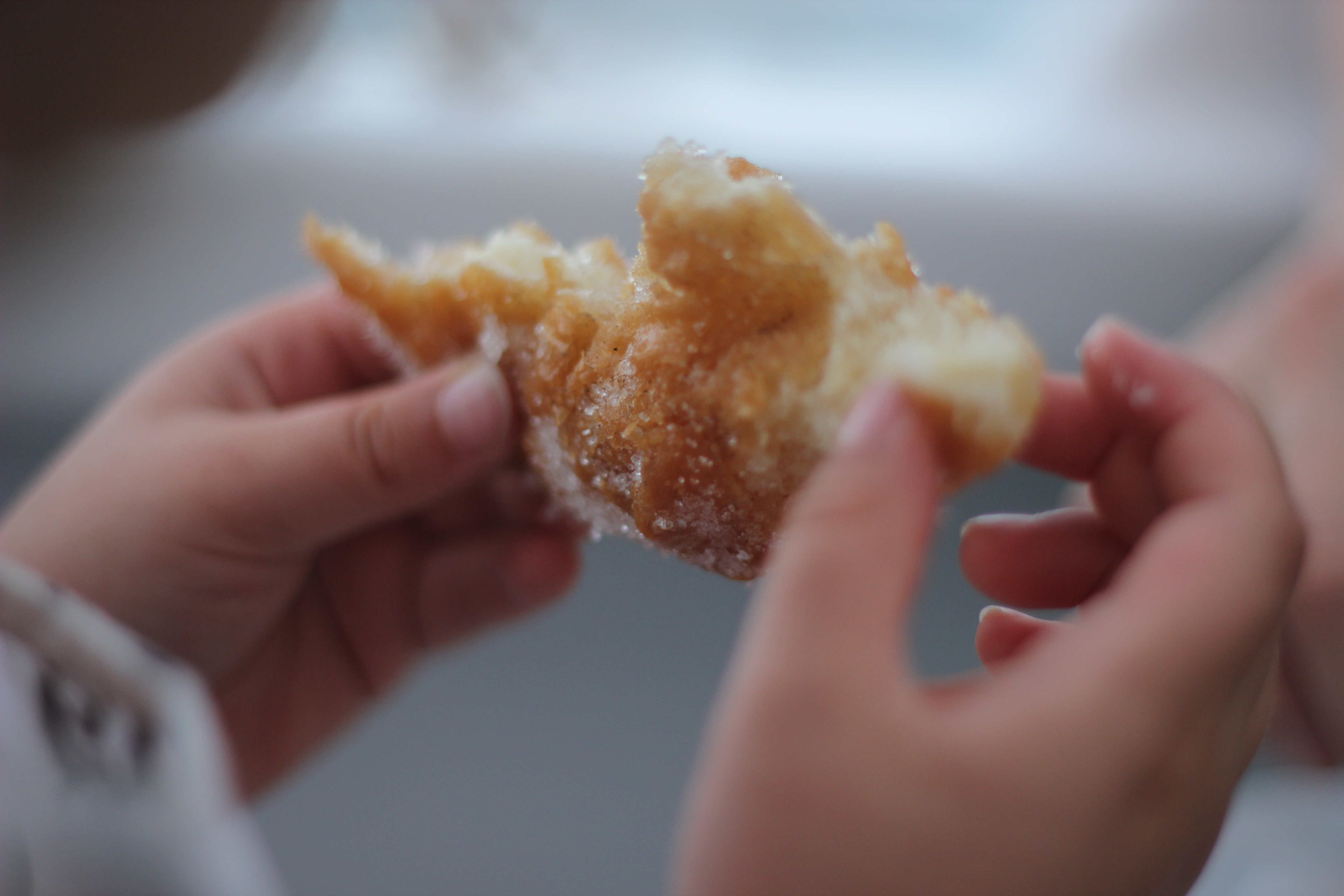
Chichi fregi à une fête foraine.

Ce gros beignet sucré est aujourd'hui souvent confondu avec son cousin venu d'Espagne, le churro. Le churro se vend surtout sur les plages, les foires et les fêtes foraines.

## Historique

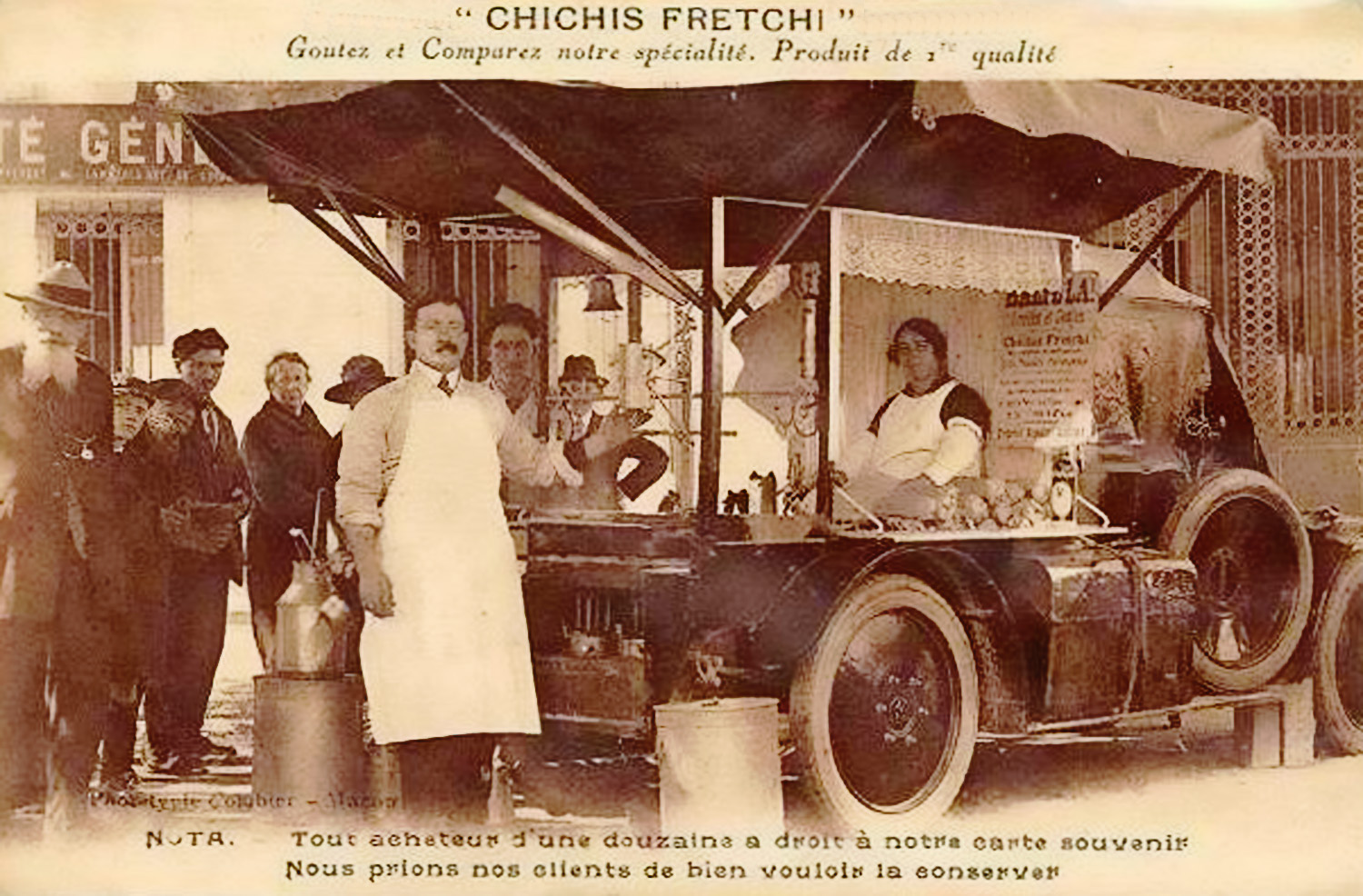
Marchand ambulant de chichis fregis.

En 1907, Alexis Guglielmi popularisa ce beignet à Toulon, s'en attribuant la paternité bien que son existence soit mentionnée dans des publications provençales de la deuxième moitié du XIXe siècle. Il était vendu sur le cours Lafayette et fabriqué au quartier Besagne, quelques centaines de mètres plus bas, dans la rue de la Pomme-de-Pin. Cette maison, baptisée « G. Toine » par Antoine Guglielmi, son fils, installée dans la rue Vincent-Courdouan depuis 2007, ferme ses portes en 2022, comme l'annonce Marc Guglielmi, arrière-petit-fils du fondateur.
À Marseille, c'est une véritable institution à L'Estaque, depuis les années 1930.

## Préparation
À base de farine de blé et de pois chiches, il est généralement parfumé à l'huile d'olive et à la fleur d'oranger. Les ingrédients nécessaires sont : farine de blé, farine de pois chiche, levure, sucre en poudre, sel, fleur d’oranger et eau. Il se présente ensuite sous la forme d'un long (15 cm) et large (10 cm) beignet plat, frit dans l'huile et roulé dans le sucre semoule.